# Péninsule Fildes
La péninsule Fildes est une péninsule située en Antarctique, dans les îles Shetland du Sud et formant l'extrémité sud-ouest de l'île du Roi-George. Elle est distante de l'île Nelson située au sud-ouest de moins d'un kilomètre. Au sud de la péninsule se trouve la baie Fildes (en) qui abrite plusieurs bases antarctiques : 
- la base Presidente Eduardo Frei Montalva, avec son annexe, la villa las Estrellas, Chili ;
- la base Profesor Julio Escudero, Chili ;
- la base Grande Muraille, Chine ;
- la base Bellingshausen, Russie ;
- la base Artigas (Uruguay).

Au sud-ouest des bases chiliennes et russes, une plaque commémorative, en laiton, du débarquement de la première expédition antarctique polonaise est classée comme monument historique de l'Antarctique. On peut y lire en polonais, anglais et russe : "À la mémoire du débarquement en février 1976 des membres de la première expédition polonaise de recherche marine dans l'Antarctique sur les navires « Professeur Siedlecki (pl) » et « Tazar »".

## Géologie
Le sol de la péninsule est de nature basaltique et date de l'ère tertiaire. La présence de plantes fossiles atteste du changement de climat qui a affecté la région.